# Dubiaranea remota
Dubiaranea remota là một loài nhện trong họ Linyphiidae. Loài này được phát hiện ở Argentina.